# الحرية الدينية في النرويج

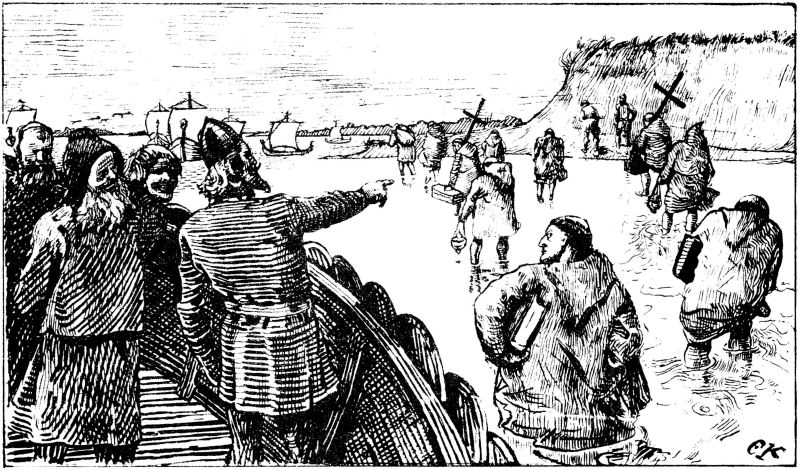

تشير الحرية الدينية في النرويج إلى مدى قدرة الناس في النرويج على ممارسة معتقداتهم الدينية بحرية، مع أخذ بعين الاعتبار كل من السياسات الحكومية والمواقف المجتمعية تجاه الجماعات الدينية.
بينما ينص دستور النرويج على أن ملك النرويج يجب أن يكون إنجيليًا لوثريًا، فهو ينص أيضًا على أن لجميع الأفراد الحق في ممارسة أديانهم. تدعم سياسات الحكومة عمومًا الممارسة الحرة للدين في البلاد، وتوفر التمويل للمنظمات الدينية وبرامج مكافحة التمييز بشكل منتظم. وفقًا للمنظمات غير الحكومية والشرطة النرويجية، فإن خطابات الكراهية ذات الدوافع الدينية منتشرة كثيرًا، وخاصة عبر الإنترنت، وتستهدف بشكل أساسي المجتمعات الإسلامية واليهودية.
يمكن تتبع أصول مملكة النرويج الحديثة إلى الممالك التي أنشأها الفايكنج خلال العصور الوسطى. خلال هذه الفترة، اعتنق الملوك النرويجيون مثل «أولاف الثاني» في النرويج الديانة المسيحية، ونشروها داخل ممالكهم ليجسدوا سلطتهم.  تتضمن الروايات من هذه الفترة الزمنية أوصافًا تصويرية للتعذيب الشنيع المرتكب ضد الوثنيين الذين رفضوا اعتناق المسيحية. ثم استُبدلت الكنيسة الكاثوليكية في النرويج بالإنجيلية اللوثرية خلال الإصلاح البروتستانتي في القرن السادس عشر، وتعرّض غير البروتستانتيين للاضطهاد. من القرن السادس عشر إلى القرن التاسع عشر، أجبرت النرويج (سواء تحت التاج الدنماركي أو السويدي) شعوب السامي في شمال شرق اسكندنافيا على اعتناق المسيحية، وقمعتهم وقضت على دينهم الأصلي في نهاية المطاف. كان هناك تسامح مع اليهود في بعض الأحيان في النرويج، ولكن في عام 1814، حظر دستور جديد اليهود من البلاد ثم أُلغيت هذه المادة في عام 1851، وبحلول نهاية القرن التاسع عشر أصبحت النرويج موطنًا لبضعة آلاف من اليهود. تعرض هذا التعداد السكاني من اليهود  للدمار في أربعينيات القرن العشرين أثناء الاحتلال الألماني للنرويج كجزء من الحرب العالمية الثانية والهولوكوست. قرب نهاية القرن العشرين وفي القرن الحادي والعشرين، اعتمدت الحكومة النرويجية بعض الإصلاحات الدستورية للاعتراف بتقاليد الشعب السامي، وإقامة فصل بين الكنيسة والدولة، وتوفير تعويض مالي للجالية اليهودية، ولكنها فرضت أيضًا حظرًا على الملابس الدينية الخاصة بالنساء المسلمات.

## الخصائص السكانية
قدر مكتب الإحصاءات الوطني أنه في عام 2017، كان 71 بالمئة من السكان ينتمون إلى كنيسة النرويج، وهي كنيسة إنجيلية لوثرية. ينتمي 6.4 بالمئة من السكان إلى الطوائف المسيحية الأخرى، ومنها الكنيسة الرومانية الكاثوليكية التي تُعد الأكبر منها، إذ تضم 2.9 بالمئة من السكان. يشكل المسلمون 2.9 بالمئة من السكان. وتشكل كل من البروتستانتية الخمسينية والبوذية والسيخية والهندوسية واليهود أقل من 1 في المئة من السكان. تمثل الرابطة الإنسانية النرويجية، التي تضم عضويتها المسجلة نحو 6 بالمئة من السكان، جميع المسجّلين تقريبًا في المنظمات ذات التوجه الحياتي (المجتمعات غير الدينية أو الفلسفية ذات الأخلاقيات التنظيمية القائمة على القيم الإنسانية).
يشكل المهاجرون أغلب أعضاء الجماعات الدينية خارج الكنيسة النرويجية. زاد المهاجرون من بولندا والفلبين من أعداد الكاثوليك، بينما زاد المهاجرون من بلدان مثل سوريا والعراق وأفغانستان والصومال من حجم الجالية المسلمة. يتمتع الكاثوليك والمسلمون عمومًا بتمثيل أكبر في المدن مقارنة بالمناطق الريفية. يوجد المسلمون في جميع أنحاء البلاد، لكن يتركز عددهم في منطقة أوسلو. ما يزال العديد من المهاجرين الجدد من الدول ذات الأغلبية المسلمة يقيمون في مراكز استقبال اللاجئين. وفقًا لإحصاءات مديرية الهجرة النرويجية، فإن 5,600 شخص من بين الـ 6,300 شخص الذين يقيمون في مراكز الاستقبال منذ أكتوبر 2017، ينتمون إلى دول ذات غالبية مسلمة.

## التاريخ

### توحيد وتنصير مملكة النرويج (القرن العاشر بعد الميلاد – 1103)
في حين أن مملكة النرويج الموحدة قد أُنشئت لأول مرة من قبل الملك الأسطوري «هارالد ذي الشعر الفاتح» في القرن التاسع أو العاشر، إلا أن وحدة النرويج لم تدم طويلاً في هذه الحقبة، ويُحدّد أساس دولة النرويج الحديثة على أنه نتاج قادة الفايكنج مثل «أولاف تريجفاسون» و«أولاف هارالدسون» و«هارالد هاردرادا». إن الثروة التي جمعها هؤلاء الحكام في غارات ضد الجزر البريطانية وغيرها من الأهداف؛ وسعت إلى حد كبير من قوة الطبقة الحاكمة النرويجية وسمحت بإقامة مملكة موحدة في النرويج. في الوقت الذي كانت فيه المسيحية موجودة في النرويج -إذ يرجع تاريخها على الأقل إلى حكم «هاكون الصالح» في أوائل القرن العاشر، وهو أول ملك حاول تحويل النرويج إلى المسيحية- لم تحدث المحاولات الناجحة لدمج النرويج رسميًا كمملكة مسيحية والتحويل الكامل لسكانها حتى القرن الحادي عشر على أقرب تقدير. الروايات من هذه الفترة الزمنية ليست موثوقة بالكامل، ولكن بعض التفاصيل متسقة فيما بينها. يُسجَل الملك «أولاف تريغفاسون» في بعض الروايات المتعاطفة مع الموتى بأنه قد أجبر النبلاء الوثنيين على اعتناق المسيحية تحت تهديد التعذيب الشنيع أو الموت؛ أما الروايات الأقل تعاطفًا فلا تشمل شهادات التعذيب، ما قد يوحي بأن استخدام العنف الشديد في سبيل التحول الديني كان يُعتبر سمة إيجابية من قبل هذه المصادر. يُقال نظريًا إن الدافع الأساسي لتعزيز المسيحية من قبل ملوك النرويج الأوائل كان استخدام المسيحية كمبرر لحكمهم الهرمي المركزي، وإنشاء نظام ملكي مسيحي مركزي يستغل الحق الإلهي مبررًا استبدال هيكل القوة الوثني القديم المبني على سلطة جماهيرية.

### عهد «أولاف هارالدسون» (1028-1015)
يوثق التأريخ النرويجي التقليدي «أولاف هارالدسون» قائدًا لحملة تنصير النرويج، ونتيجة ذلك رُسم قديسًا. يلقي بحث تاريخي أحدث بعض الشكوك على هذه الرواية، مشيرًا إلى أن العديد من المعالم البارزة في حملة التنصير (بالإضافة إلى روايات عن معجزات قِدّيسة) المرتبطة بحكم «هارالدسون» قد نُسبت إليه بعد وفاته. شكك بعض الباحثين في صدقية مسيحية «هارالدسون»، مقترحين بدلًا من ذلك أن المسيحية في النرويج (وكذلك بقية الدول الاسكندنافية) قد تأسست من خلال عملية طويلة من الاستيعاب البطيء للممارسات المسيحية الفردية، بدلًا من التحويلات الجماعية المفاجئة من الوثنية.

#### إمبراطورية بحر الشمال (1047-1028)
بذل الملك كنوت العظيم، الذي حكم النرويج وكذلك إنجلترا والدنمارك فيما يعرف باسم إمبراطورية بحر الشمال، جهودًا كبيرة لتحسين علاقات مملكته مع الكنيسة الكاثوليكية والممالك المسيحية الأوروبية. ولكن، فإنه من غير الواضح إلى أي مدى كان ذلك مدفوعًا بالحماس الديني وليس البراغماتية السياسية. بالإضافة إلى دعمه الواسع للكنيسة، كان يحترم أيضًا التقاليد الوثنية في إمبراطوريته.

#### هارالد هارادارا (1066-1046)
بعد وفاة ماغنوس الصالح، كانت النرويج مرة أخرى مملكة موحدة يحكمها «هارالد هاردادا». اكتسب هارالد سمعة عامة كداعم للكنيسة الكاثوليكية، وطوّر نشر المسيحية في النرويج من خلال بناء العديد من الكنائس الجديدة. على عكس أسلافه، الذين نشروا المسيحية بشكل أساسي من خلال استيراد رجال الدين من أوروبا الغربية، سعى هارالد إلى البحث عن رجال دين من روس الكييفية والإمبراطورية البيزنطية. اعترض ممثلو الكنيسة الكاثوليكية على هذه التعيينات، واستجاب هارالد بطرد جميع رجال الدين الكاثوليك من بلاطه، ويُقال إنه أعلن نفسه صاحب سلطة أعلى من أي ممثل ديني في النرويج. وصف الباحثون مثل هذه الأفعال بأنها مماثلة لتلك التي قام بها الحكام البيزنطيون، وتُعزى إلى تجاربه هناك في الحرس الفارانجي.